# Мексиканская либеральная партия

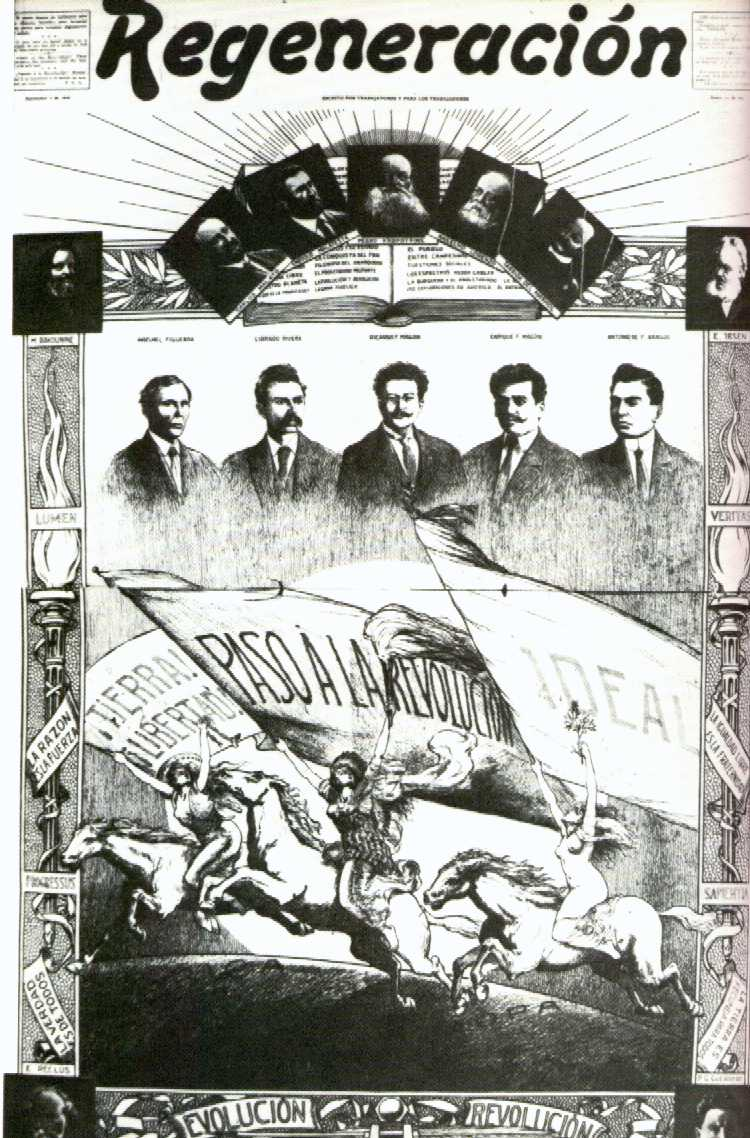
Обложка «Рехенерасьон» (Regeneración), официального печатного органа Мексиканской либеральной партии. Номер от 3 сентября 1910 года.

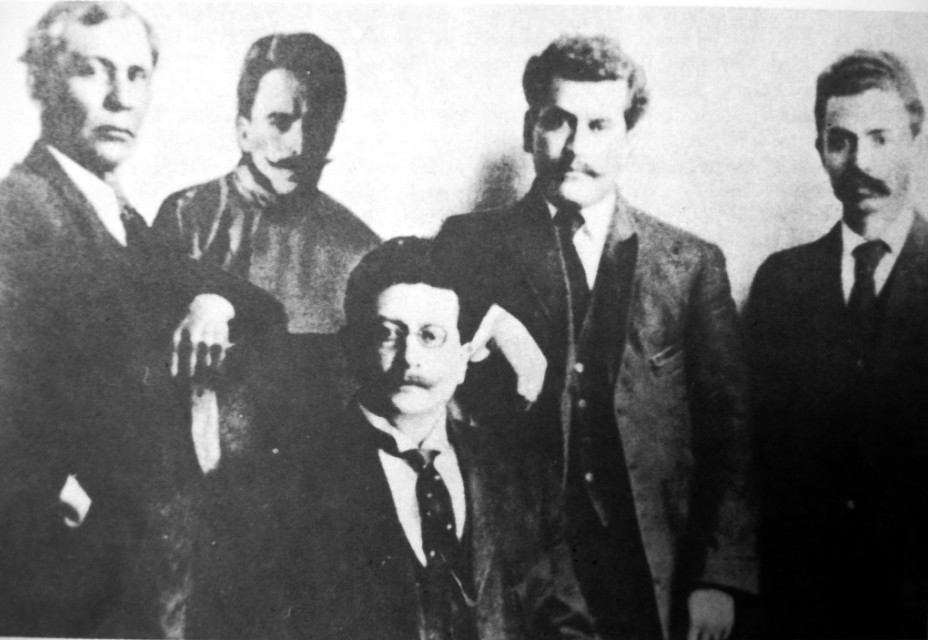
Организационная хунта (основатели) МЛП (1910); слева — Фигероа, Ансельмо Л., второй слева — Герреро, Пракседис, сидит — Рикардо Флорес Магон, второй справа — Магон, Энрик Флорес; справа — Ривера, Либрадо

Мексиканская либеральная партия (PLM; исп. Partido Liberal Mexicano) — оппозиционная политическая партия в Мексике начала XX века, чьё левое анархо-коммунистическое крыло сыграло важную роль в революционном движении.

## История
Начало партии было положено в августе 1900 года, когда Инхеньеро Камило Арриага опубликовал манифест под названием «Invitacion al Partido Liberal» — «Приглашение к Либеральной партии», адресованное мексиканским либералам, недовольным тем, как диктатура Порфирио Диаса отступала от либеральной Конституции 1857 года. Оно призвало сторонников либерально-демократических идей, заложенных в последнюю Бенито Хуаресом, учреждать на местах либеральные клубы, которые затем отправят делегатов на партийный съезд.
Первый съезд Либеральной партии Мексики состоялся в Сан-Луис-Потоси в феврале 1901 года. 50 местных клубов из тринадцати штатов отправили 56 делегатов, подтвердивших свою приверженность свободе слова, свободе прессы и свободе собраний. Возражая против клерикализации, тесного сотрудничества Порфириата и католической церкви, они также призывали поддерживать бесплатное светское образование, налогообложение церковного дохода, распространение либеральных идей среди трудящихся классов и создание либеральных изданий. Съезд принял 51 одну резолюцию.
Вскоре по всей стране возникло свыше сотни различных «либеральных клубов», включавших людей с разными убеждениями. Революционер-анархист, сторонник идей Кропоткина и учредитель столичного «Либерального комитета студентов» Рикардо Флорес Магон присутствовал на первом съезде в качестве репортера своей газеты Regeneración («Возрождение»). В апреле 1901 года возникла «Реформистская либеральная ассоциация» — новая ячейка либеральной партии в Мехико, и Рикардо Флорес Магон с братьями Энрике и Хесусом стали активными её членами. Настроенный куда более революционно, чем большинство её членов, Флорес Магон с товарищами был вынужден покинуть страну в январе 1904 года. 
Наконец, обосновавшись в Сан-Антонио (штат Техас, США), Флорес Магон призвал радикальных членов Либеральной партии следовать за ним в новую организацию. В сентябре 1905 года радикальные либералы во главе с Флорес Магонами образовали новую организацию под названием «Организационная хунта Мексиканской либеральной партии» (Junta Organizadora del Partido Liberal Mexicano), боровшуюся за революционное свержение правительства Диаса. Таким образом, в МЛП оформились два крыла: умеренно-либеральное, опиравшееся на городскую интеллигенцию, и леворадикальное, связанное с рабочими и крестьянскими движениями.
«Организационная хунта МЛП» братьев Флорес Магонов создала по Мексике до 40 тайных клубов и групп, а 1 июля 1906 года хунта опубликовала в Сент-Луисе свою программу, предусматривавшую широкую демократизацию и улучшение положения трудящихся. Вскоре Иларио Салас обратился к народу с манифестом, в котором заявил, что Либеральная партия начинает вооружённую борьбу против правительства. Партия активно участвовала в многочисленных забастовках и восстаниях в Мексике с 1906 по 1911 год.
Магонистское восстание, начавшееся в Северо-Западной Мексике в январе 1911 года, стало важной вехой начального этапа Мексиканской революции. Анархо-коммунисты из Мексиканской либеральной партии тогда взяли под контроль северную часть Нижней Калифорнии, включая Тихуану, Мехикали и Текате. Однако после свержения Диаса войска, лояльные новому правительству осторожного либерала Франсиско Мадеро, подавили это «магонистское» движение (разоружив магонистов, они расстреляли многих из них) — хотя слывший более умеренным Хесус Флорес Магон даже войдёт в кабинет Мадеро. В августе 1911 года часть активистов МЛП, в том числе Хуан Сарабия, Хесус Флорес Магон и Антонио Диас Сото и Гама (последний в 1912 году выступит одним из основателей анархо-синдикалистской организации «Дом рабочих мира» — Casa del Obrero Mundial), отделились от неё и оформились в отдельную «Либеральную партию» (исп. Partido Liberal). Ещё раньше из МЛП в Прогрессивно-конституционалистскую партию Мадеро перешёл социалист Антонио Вильяреаль.
Однако его сёстры, анархо-феминистки Андреа и Тереса Вильярреаль, остались активными сторонницами МЛП, которую продолжали поддерживать из изгнания в Техасе. К 1918 году МЛП прекратила своё существование.